# Бассекур-и-Бриас, Хуан Прокопио

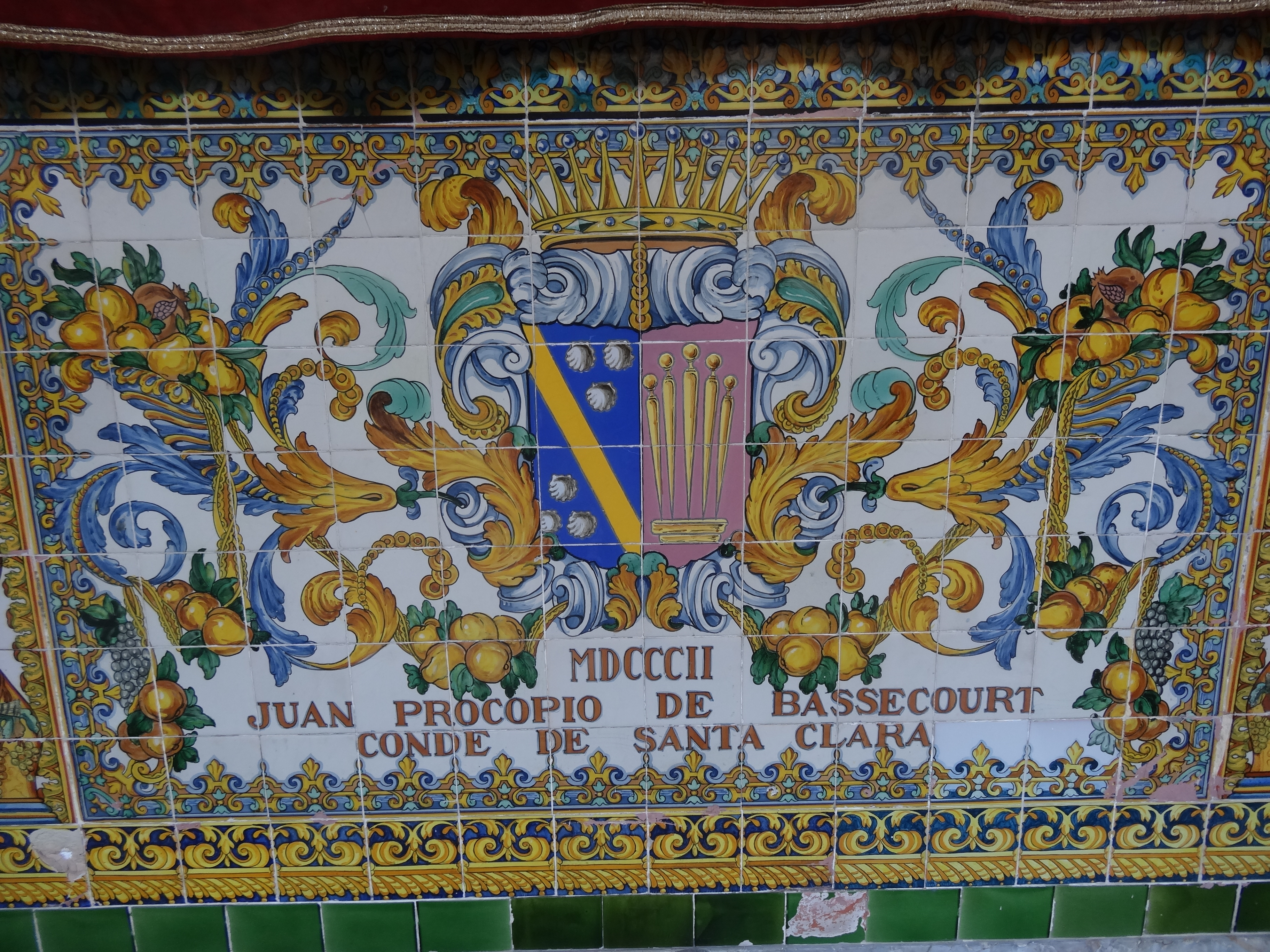
Герб Хуана Прокопио Бассекура и Бриаса

Хуан Прокопио Бассекур-и-Бриас (исп. Juan Procopio Bassecourt y Bryas; 22 апреля 1740, Барселона — 12 апреля 1820, там же) — барон Маяльс, граф Санта-Клара, испанский государственный и военный деятель, фельдмаршал (1789), генерал-лейтенант (1794), генерал-капитан Кубы (6 декабря 1796 — 13 мая 1799), генерал-капитан Каталонии (14 мая 1802—1808), губернатор Испанской Флориды и Луизианы в Новой Испании.

## Биография
Фламандского происхождения. Сын Франсиско де Бассекура Тьелена, фельдмаршала испанской армии и мэра Лериды, и Каталины Инес де Бриас Уллоа. Как и его отец, родившийся в Нидерландах, которому король Испании Фердинанд VI в 1748 году пожаловал титул первого графа Санта-Клары, Хуан Прокопио продолжил военную карьеру.
В молодом возрасте стал служить в Королевском валлонском пехотном гвардейском полку, где был знаменоносцем (1752), прапорщиком (1754), младшим лейтенантом гренадёров (1762), лейтенантом (1764), капитаном (1774). Рыцарь ордена Сантьяго (1751). Участвовал в португальской и алжирской кампаниях. 1 января 1783 года был произведен в чин бригадира пехоты. Генерал-лейтенант (1794).
Связь его семьи с династией Бурбонов и его брак в Барселоне с Марией Терезой де Сентменат Копонс, племянницей маркиза Сентменат и Кастельдефельса, потомка семьи высокого дворянства Мальорки и Барселоны, ещё больше послужили его продвижению в политической карьере.
В 1793 году был назначен генерал-лейтенантом и до 1795 года исполнял обязанности губернатора города Жирона, за ним последовала Барселона (1795—1796). В 1796 году Хуан Прокопио был назначен губернатором и генерал-капитаном острова Куба. Граф Санта-Клара начал свое правление на Кубе 6 декабря 1796 года в атмосфере военного противостояния с Великобританией. В ожидании возможных новых нападений на остров, его приоритетом была защита побережья, а также ремонт и расширение укреплений Гаваны. Он приказал вырыть ров и построить новую городскую крепостную стену. Опасаясь нового английского вторжения, подобного тому, которое произошло в 1762 году, он построил прибрежные замки на всём побережье и в портах острова. Продолжая дело своего предшественника, проявил интерес и защитил торговлю от повторных атак англичан. Очистил город и перенёс скотобойню за стены столицы. Достроил два источника питьевой воды для жителей за стенами и королевской дороги.
Дипломатический инцидент с революционной Францией, возникший в результате прибытия в Гавану герцога Орлеанского и его братьев и их проживания в доме графа Санта-Клары, послужил поводом для Годоя уволить его с должности генерал-капитана и генерал-губернатора острова Куба, губернатора Испанской Флориды и Луизианы в Новой Испании в мае 1799 года. Однако через пару лет после этого увольнения в мае 1802 года он был назначен командующим армией и генерал-капитаном Каталонии и занимал эту должность до 1808 года.

## Награды
- Орден Карлоса III
- Орден Сантьяго